# Jason Loo
Jason Loo (né en 1982 au Canada) est un auteur de bande dessinée canadien.
Jason Loo anime de 2015 à 2019 The Pitiful Human-Lizard, une série d'aventure humoristique sur un super-héros de Toronto qui a tout de l'anti-héros.
Il travaille ensuite avec le scénariste Chip Zdarsky sur la mini-série d'horreur Afterlight, publiée en ligne par Comixology en 2019-2020 et qui leur vaut le prix Eisner de la meilleure bande dessinée numérique en juillet 2020.

## Prix
- 2020 : 
  - Prix Eisner de la meilleure bande dessinée en ligne pour Afterlight (avec Chip Zdarsky)
  -  Prix Joe-Shuster du meilleur créateur de meilleure bande dessinée en ligne pour Afterlight (avec Chip Zdarsky)